# Plantpress
Plantpress Sp. z o.o. – polska spółka prawa handlowego, prowadząca działalność wydawniczą związaną z towarową produkcją ogrodniczą i rolniczą.
Spółkę założono w 1991 roku początkowo pod nazwą „Wydawnictwo Plantpress”. Pierwszym wydawanym tytułem był miesięcznik Hasło Ogrodnicze. W 1993 Plantpress rozpoczął wydawanie kwartalnika, a następnie dwumiesięcznika Szkółkarstwo.
Obecnie spółka wydaje:
- Hasło Ogrodnicze – miesięcznik dla profesjonalnych ogrodników
- Miesięcznik Praktycznego Sadownictwa SAD – miesięcznik o towarowej produkcji sadowniczej
- Warzywa – miesięcznik o polowej uprawie warzyw i owoców miękkich
- Szkółkarstwo – dwumiesięcznik o produkcji szkółkarskiej
- Informator Sadowniczy – bezpłatne czasopismo o produkcji sadowniczej
- European Fruit Magazine (EFM) – miesięcznik o produkcji sadowniczej wydawany w języku holenderskim, niemieckim, angielskim i rosyjskim[1].

Plantpress jest wydawcą książek o produkcji ogrodniczej oraz opracowuje programy chemicznej ochrony upraw rolniczych i ogrodniczych.